# Грозница на усни
Грозница на усни (лат. herpes labialis, herpes febrilis) је веома честа инфекција усана коју узрокује херпес-вирус тип 1. Вирус се шири додиром или преко заједничког прибора и посуда за јело, прибора за бријање, пешкира итд.

## Клиничка слика
На отеченој, црвеној и болној кожи са спољне стране усне или поред ње јављају се мали пликови испуњени течношћу. Пликови временом почињу да пуцају и из њих цури секрет. Након тога се ствара краста жуте боје која отпадне, те раница зацели након 7-10 дана.
Симптоми се могу јавити 2-20 дана након што је организам био изложен вирусу. Један до два дана пре избијања плика на том месту се може осетити свраб, бол, боцкање или пецкање.
Прву инфекцију осим локалних, могу пратити и општи симптоми заразне болести - повишена температура, општа слабост и увећани лимфни чворови на врату. Примарна инфекција, односно први контакт са овим вирусом, догоди се обично у раном детињству и може проћи чак и без симптома.
Након прве инфекције, вирус остаје у нервним ћелијама и може се поновно активирати периодично, узрокујући поновну појаву симптома најчешће на истом или приближно истом месту. Његово поновно јављање могу подстаћи стрес, повишена температура, менструација или сунчање.

## Преношење
Носилац може пренети вирус и када нема присутних пликова, иако је најзаразнији од тренутка појаве плика до појаве красте. Особа са лабијалним херпесом која има орални секс са другом особом може код ње изазвати генитални херпес.

## Лечење и превенција
Грозница на усни обично спонтано пролази без посебног лечења. Пацијентима се понекад преписују масти којима се третира инфицирано место, саветује се одмарање и евентуално антисимптоматска терапија.
Пацијентима који имају грозницу на усни се саветује избегавање контаката са особама које су подложне инфекцијама: новорођенчад, особе које болују од екцема коже, особе које имају ослабљен имунолошки систем (које су заражене ХИВ вирусом, особе које узимају лекове против рака или се припремају за трансплантацију) јер вирус тада може да угрози њихов живот.

## Компликације
Инфекције вирусом herpes simplex могу имати озбиљне компликације. Једна од најтежих је инфицирање ока и могући настанак слепила.